# 근미래사 연표
이것은 가까운 미래의 연대기이며, 2400년까지 예측되거나 계산된 사건에 대한 목록이다.

## 21세기
- 2030년: 경복궁 복원사업이 완료될 예정이다.
- 2033년: 2033년 문제가 무중치윤법의 윤달 문제로 인해 일어난다.
- 2036년: 4월 19일, 99942 아포피스가 계산 상 약 250,000분의 1의 확률로 지구와 충돌한다.
- 2038년: Y2K 문제와 비슷한 2038년 문제가 발생한다. 이는 모든 Time_t를 사용하는 32비트 시스템에 해당된다.
- 2047년 7월 1일: 홍콩의 일국양제 체제가 끝나게 되어, 중국의 공산주의 체제로 바뀌게 된다.
- 2049년 12월 20일: 마카오의 일국양제 체제가 끝나게 되어, 중국의 공산주의 체제로 바뀌게 된다.
- 2051년: 코즈믹 콜 1이 글리제 777에 도달한다.
- 2053년: M1 에이브람스가 퇴역한다.
- 2057년: 두 번의 일식이 일어난다.
- 2060년: 핼리 혜성이 태양계 내부로 진입한다.
- 2067년: 수성이 해왕성을 엄폐한다.
- 2074년: 중국의 녹색장성 계획이 끝날 예정이다.
- 2076년: 소행성 90377 세드나가 근일점에 도달한다.
- 2100년: 3월 14일(율리우스 달력은 2월 29일), 율리우스력과 그레고리력은 14일 차이가 나게 된다. 14일은 7로 나누어지게 되며, 이것은 그레고리력이 율리우스력으로 당일에 같은 날짜로 일주일 이상 차이나게 되는 최초의 시점이다. 이것은 2200년 2월 28일이 그레고리력과의 마지막이다. 폴라리스가 북극을 나타낸다. 폴라리스의 최대 경위는 2100년 3월 24일에 북극점에서 0.4526°가 될 것이다.[1] 2100년은 00으로 끝나지만, 400으로 나누어지지 않아 윤년이 아니다.

## 22세기~24세기
- 2114년: 90377 세드나의 고리가 에리스보다 먼 태양에서 가장 큰 타원체가 된다.
- 2117년: 12월 10-11일, 금성의 일면통과가 일어난다.
- 2123년: 화성과 목성의 삼중합이 일어난다.
- 2123년: 6월 9일, 약 106.1분의 긴 월식이 일어난다.[2]
- 2123년: 9월 14일, 금성이 목성을 엄폐한다.
- 2125년: 12월 8일, 금성 일면통과가 일어난다.
- 2126년: 7월 29일, 수성이 화성을 엄폐한다.
- 2134년: 핼리 혜성이 태양계 내로 진입한다.
- 2148년: 화성과 토성의 삼중합이 일어난다.
- 2150년: 6월 25일, 1973년 6월 30일 일식[3] 후 177년만에 사로스 139 주기에 의해 일식[4]이 7분 14초간 일어난다.
- 2160년: 3월 17일, 변경되지 않은 부활절을 볼 수 있고, 이 특정 3월 17일은 성 주간에서 2008년 처음 이 때(월요일)에 끝나고, 이와 같은 날에 시행하는 성일은 성 파트리치오의 날이다.[5]
- 2168년: 7월 5일, 사로스 139 주기에 의해 일식이[6] 7분 26초간 진행된다.
- 2170년: 화성과 목성의 삼중합이 일어난다.
- 2174년: 해왕성이 1846년 발견된 이후 완전한 두 바퀴를 공전한다.
- 2185년: 화성과 토성의 삼중합이 일어난다.
- 2186년: 7월 16일, 사로스 139에 의해 일식[7]이 지난 기원전 40세기부터 제6천년기 동안 가장 길며 이론상 가능한 최대 시간인 7분 29초동안 일어난다.[8]
- 2187년: 화성과 토성의 삼중합이 일어난다.
- 2197년: 9월 2일, 금성이 1783년 11월 10일 엄폐했던 스피카를 엄폐한다.
- 2221년: 화성과 토성의 삼중합이 발생한다.
- 2223년: 12월 2일, 화성이 목성을 엄폐한다.
- 2243년: 8월 12일, 금성이 토성을 엄폐한다.
- 2247년: 6월 11일, 금성 일면통과가 일어난다.
- 2250년: 체르노빌이 생활 가능 수준으로 올라간다.[9]
- 2251년: 3월 4일, 금성이 천왕성을 엄폐한다.
- 2253년: 8월 1일, 수성이 기원전 364년 8월 13일에 엄폐했던 레굴루스를 엄폐한다.
- 2255년: 6월 9일, 수성 일면통과가 일어난다.
- 2279년: 목성과 토성의 삼중합이 일어난다.
- 2282년: 천왕성, 해왕성, 명왕성이 1769년과 1770년에 일어났던 대 트라이앵글을 이룬다.
- 2307년 9월 11일 - 금성이 천왕성을 엄폐한다.
- 2327년 6월 4일 - 금성이 화성을 엄폐한다.
- 2335년 10월 8일 - 금성이 목성을 엄폐한다.
- 2351년 4월 7일 - 수성이 천왕성을 엄폐한다.
- 2400년 11월 17일 - 금성이 안타레스를 엄폐한다.